# Acianthera juxtaposita
Acianthera juxtaposita é  uma espécie de orquídea (Orchidaceae) que existe no Panamá, antigamente subordinada ao gênero Pleurothallis.

## Publicação e sinônimos
- Acianthera juxtaposita (Luer) Luer, Monogr. Syst. Bot. Missouri Bot. Gard. 95: 253 (2004).

Sinônimos homotípicos:
- Pleurothallis juxtaposita Luer, Lindleyana 6: 103 (1991).